# Dishonored 2
Dishonored 2 è un videogioco stealth, sviluppato da Arkane Studios con il nuovo motore grafico Void Engine e pubblicato da Bethesda Softworks in data 11 novembre 2016 per le console PlayStation 4, Xbox One e Microsoft Windows. Si tratta del seguito di Dishonored, pubblicato nel 2012.

## Trama

Emily e Corvo in una scena del gioco.

Dishonored 2 si svolge 15 anni dopo gli eventi del capitolo precedente; Emily Kaldwin, ora venticinquenne, è divenuta imperatrice di Dunwall, con Corvo Attano, il protagonista del capitolo precedente, al suo fianco.
Durante la commemorazione della madre di Emily, Jessamine, giunge a palazzo il duca Abele con Delilah, la quale sostiene di essere la sorella di Jessamine e la legittima erede al trono di Dunwall. Così ordina di arrestare Emily e suo padre, accusandoli di essere i responsabili degli omicidi del cosiddetto Uccisore della Corona. In questa scena il giocatore può scegliere se impersonare Corvo oppure Emily. Mentre uno dei due personaggi verrà trasformato in pietra da Delilah, l'altro fuggirà dalla torre e incontrerà il capitano della nave Dreadful Wale, Meagan Foster, che collabora con Anton Sokolov, vecchio amico di Corvo ed Emily. Meagan si offrirà volontaria per accompagnare il protagonista nell'afosa isola di Serkonos. Durante il soggiorno sulla nave, il protagonista incontrerà in sogno l'Esterno e deciderà se accettare in dono i suoi poteri oppure no.

La prima tappa del viaggio è l'Istituto Addermire, dove Corvo/Emily incontrerà l'alchimista Alexandra Hypatia, la quale però si rivelerà essere l'Uccisore della Corona; infatti, il duca Abele le ha somministrato un farmaco sperimentale da lei creato, che le ha provocato una scissione di personalità. Da allora, l'Uccisore emerge a piacimento dal corpo di Hypatia, e le vengono affidati numerosi omicidi allo scopo di destabilizzare il regno di Emily; il protagonista deciderà se ucciderla oppure salvarla con una formula completa del farmaco.

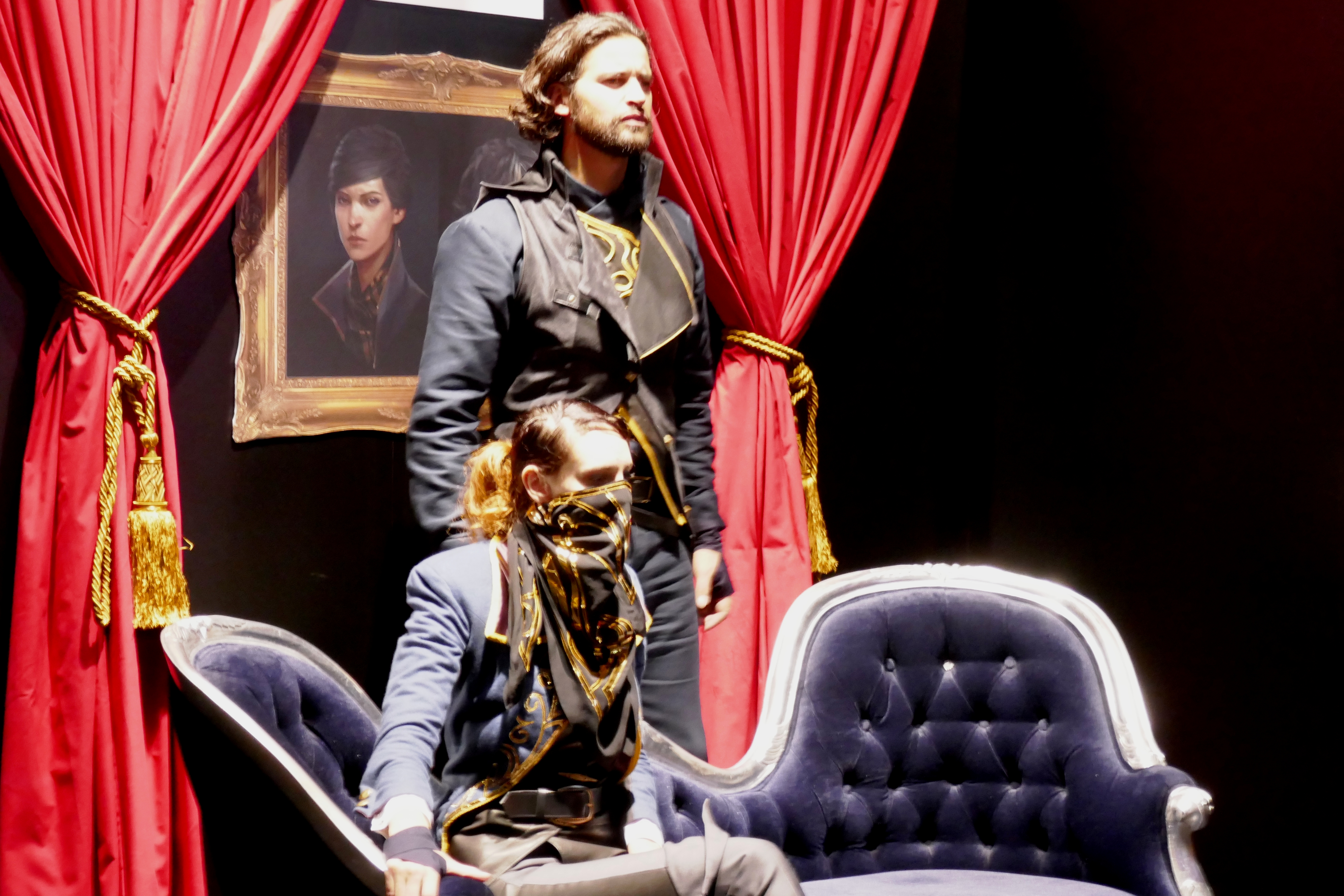
Cosplayer nei panni di Corvo ed Emily alla Paris Games Week 2016. Alle spalle di Corvo, un quadro che ritrae Emily.

La seconda tappa è situata nel distretto di Aventa, Villa Meccania, la dimora del più grande inventore di Karnaca, Kirin Jindosh, creatore dei meccano-soldati; inoltre, tiene prigioniero Anton Sokolov, con lo scopo di obbligarlo a lavorare per lui e migliorare le prestazioni delle sue macchine di morte. Dopo aver neutralizzato o ucciso il Gran Inventore, il protagonista salverà Sokolov e lo riporterà alla nave.
Grazie alle informazioni di Sokolov, Corvo/Emily si dirige verso l'Osservatorio Reale, dove risiede il braccio destro di Delilah, Brianna Ashworth. Dopo averla uccisa o averle tolto i poteri tramite un congegno inventato da Jindosh, il protagonista si dirigerà verso il Distretto delle Polveri, una città devastata dalla lotta tra il capo degli Urlanti, Paolo, e i sacerdoti dell'Abbazia dell'Uomo Qualunque, guidati dal vice sacerdote Byrne; il giocatore ha la possibilità di ucciderli oppure di esiliarli entrambi dal distretto. Una terza opzione consiste nell'eliminare una delle due fazioni e portare il corpo del leader alla fazione restante, la quale offrirà supporto a Corvo/Emily.
Egli/ella si dirigerà verso la villa di Aramis Stilton, uomo coinvolto in un complotto avvenuto 3 anni prima degli eventi di Dishonored 2. L'interno della villa apparirà stregato, togliendo dunque la possibilità di usare i poteri. Qui interviene l'Esterno, che darà al protagonista un dispositivo detto "Giratempo", che permette di tornare indietro nel tempo e viceversa. Grazie al Giratempo, si scopre che il Duca Abele, Jindosh, Ashworth e l'Uccisore si sono riuniti tutti alla dimora Stilton per eseguire un rito spirituale che farà resuscitare Delilah, morta nello scontro con Daud nel precedente capitolo (più precisamente nel DLC Le streghe di Brigmore). Inoltre, l'anima di Delilah viene intrappolata in una grezza e inquietante statua, rendendola così immortale e virtualmente immune alle armi.
La penultima tappa è il palazzo del duca Abele. In alternativa all'assassinio, il protagonista apprende da Stilton (nel caso in cui lo avesse salvato nel passato) che il duca ha un sosia e che ha un caveau dove tiene nascosta l'anima di Delilah. Dopo essersi infiltrato nel palazzo, il protagonista può decidere se uccidere il duca o convincere il sosia a eliminare il vero duca facendolo passare per il sosia stesso e sbatterlo in prigione; in seguito, il protagonista recupererà l'anima di Delilah rinunciando a quella di Jessamine intrappolata nel Cuore (un oggetto che serve a trovare le rune e gli amuleti nel gioco).
Dopo aver fatto a pezzi la congiura, Corvo/Emily fa ritorno alla torre di Dunwall, per mettere fine al regno dell'usurpatrice. Come prima, si potrà decidere se avere un approccio letale o non letale nell'ultimo scontro. Infine, si potrà decidere se liberare Corvo o Emily dalla sua prigione di pietra.
A seconda dell'approccio del giocatore durante il gioco, il finale avrà toni diversi; un approccio letale comporterà un finale cupo e violento, mentre uno non letale porterà ad un finale più positivo.

## Personaggi
Corvo Attano
Protagonista del capitolo precedente. È il padre dell'imperatrice Emily Kaldwin e capospia di corte.
Emily Kaldwin
Imperatrice delle Isole e figlia di Corvo Attano, nel corso dei lunghi anni ha imparato le tecniche del padre.

## Doppiaggio
| Personaggio                    | Doppiatore originale | Voce italiana      |
| ------------------------------ | -------------------- | ------------------ |
| Emily Kaldwin                  | Erica Luttrell       | Tania De Domenico  |
| Corvo Attano                   | Stephen Russell      | Oliviero Corbetta  |
| Meagan Foster                  | Rosario Dawson       | Eleni Molos        |
| Luca Abele                     | Vincent D'Onofrio    | Matteo Brusamonti  |
| Mortimer Ramsey                | Sam Rockwell         | Luca Semeraro      |
| L'Esterno                      | Robin Lord Taylor    | Alessandro Germano |
| Paolo                          | Pedro Pascal         | Andrea Bolognini   |
| Liam Byrne                     | Jamie Hector         | Francesco Rizzi    |
| Jessamine Kaldwin              | April Stewart        | Maddalena Vadacca  |
| Anton Sokolov                  | Roger Jackson        | Marco Pagani       |
| Alexandria Hypatia / Grim Alex | Jessica Straus       | Stefania De Peppe  |
| Kirin Jindosh                  | John Gegenhuber      | Lorenzo Scattorin  |
| Breanna Ashworth               | Melendy Britt        | Elda Olivieri      |
| Mindy Blanchard                | Betsy Moore          | Aglaia Zanetti     |
| Aramis Stilton                 | Richard Cansino      | Raffaele Fallica   |
| Delilah Copperspoon            | Erin Cottrell        | Patrizia Scianca   |

## Distribuzione
Il videogioco è stato distribuito l'11 novembre 2016. Il 7 agosto 2020 è stata pubblicata la Arkane 20th Anniversary Collection, disponibile per PlayStation 4, Xbox One e Microsoft Windows e comprensiva di Dishonored, Dishonored 2, Dishonored: La morte dell'Esterno e Prey.

## Dishonored: La morte dell'Esterno
È un'espansione standalone, pubblicata il 15 settembre 2017, segue la storia dopo gli eventi del gioco Dishonored 2, con protagonista Billie Lurk e l'assassino Daud in una missione per uccidere l'Esterno (l'Intruso).
| Personaggio          | Voce italiana      |
| -------------------- | ------------------ |
| Billy Lurk           | Angela Ricciardi   |
| Daud                 | Ivo De Palma       |
| l'Esterno            | Alessandro Germano |
| Ivan Jacobi          | Dario Dossena      |
| Shan Yun             | Marco Balbi        |
| Dolores Michaels     | Greta Bortolotti   |
| Alvaro Cardoza       | Roberto Accornero  |
| Lena Rosewyn         | Marcella Silvestri |
| Barista Spector Club | Renzo Ferrini      |

## Accoglienza
| Testata                          | Versione      | Giudizio |
| -------------------------------- | ------------- | -------- |
| Metacritic (media al 28/07/2021) | Xbox ONE      | 88/100   |
| Metacritic (media al 28/07/2021) | PlayStation 4 | 88/100   |
| Metacritic (media al 28/07/2021) | PC            | 86/100   |
| OpenCritic (media al 10/09/2021) | varie         | 87/100   |
| Attack of the Fanboy             | Xbox ONE      | [ 5 ]    |

Nonostante il titolo sia stato generalmente apprezzato dalla critica, molti giocatori della versione per PC hanno lamentato ripetuti cali di frame rate, stuttering ed altre problematiche legate ad una cattiva ottimizzazione del gioco su computer. Sono state rilasciate 3 patch correttive attraverso il servizio Steam, che tuttavia non sono riuscite pienamente a colmare il divario prestazionale tra l'edizione per console e quella per PC.